# Wapen van Beringen (België)

Het wapen van Beringen

Het wapen van Beringen werd op 30 mei 1853, door middel van een koninklijk besluit aan de Limburgse stad Beringen toegekend. Op 11 februari 1981 werd het wapen, opnieuw per koninklijk besluit, bevestigd. Het wapen is een sprekend wapen.

## Blazoeneringen
Het wapen heeft twee verschillende omschrijvingen gekend, waarvan het eerste in het Frans en het huidige in het Nederlands.

### Eerste blazoenering
De blazoenering van het eerste wapen luidt als volgt:
Parti, au premier burellé d'or et de gueles de dix pièces, au second d'argent, à l'ours en pied, au naturel, retenu par un anneau de sable.
Gedeeld, het eerste deel gedwarsbalkt van tien stuks van goud en keel, het tweede van zilver beladen met een beer van natuurlijke kleur, geringd met een ring van sabel.
Het wapen is in twee delen gedeeld, het eerste bestaat uit het wapen van Loon: vijf gouden en vijf rode dwarsbalken. Het tweede deel is zilver van kleur met daarop een bruine beer, door zijn neus is een zwarte ring gestoken.

### Tweede blazoenering
De tweede blazoenering luidt als volgt:
Gedeeld 1. gedwarsbalkt van tien stukken van goud en van keel, 2. in zilver een rechtopstaande beer van natuurlijke kleur met een neusring van sabel.
Het wapen is, net als het voorgaande, gedeeld met in het eerste veld de tien balken afwisselend goud en rood en in het tweede veld een bruine beer op een zilveren achtergrond. Ook nu is de neusring zwart van kleur.

## Geschiedenis
Het wapen van Beringen gaat terug op zegels uit 1362 en 1391. Op dat wapen staat een beer die is vastgebonden aan een paal, met daarboven een driehoekig schild gelijk dat het wapen van Loon toont. Tussen 1369 en 1564 gebruikte de schepenbank van Beringen een zegel waarop een schild beladen met een beer en een vrijkwartier dat het dwarsbalken van het Land van Loon toont. In de eeuw daarna volgde een zegel gelijkend aan het huidige gemeentewapen: gedeeld rechts het wapen van Van Loon en links een beer. De oude gemeente Beringen heeft in 1853 op basis van dit zegel het gemeentewapen gekregen.
De huidige gemeente Beringen is in 1977 ontstaan uit de gemeenten Beringen, Beverlo, Koersel en Paal. Na de fusie vroeg de gemeente, uit historisch oogpunt, het oude gemeentewapen van Beringen aan. Ook het oude wapen van Paal is gelijkend aan het wapen van Beringen, met als verschillende dat de beer zwart is en dat het wapen gehouden wordt door Johannes de Doper van natuurlijke kleur.

## Vergelijkbare wapens
Het wapen van Beringen stamt af van het wapen van Loon en kan daardoor met de volgende wapens vergeleken worden:

Wapen van de graven van het graafschap Loon
Het wapen van Loon en alle afgeleide wapens daarvan
Het wapen van het Prinsbisdom Luik
Het wapen van Limburg
Het wapen van Borgloon
Het wapen van Heusden-Zolder